# Nadathara
Nadathara è una suddivisione dell'India, classificata come census town, di 12.593 abitanti, situata nel distretto di Thrissur, nello stato federato del Kerala. In base al numero di abitanti la città rientra nella classe IV (da 10.000 a 19.999 persone).

## Geografia fisica
La città è situata a 10° 31' 11 N e 76° 15' 36 E.

## Società

### Evoluzione demografica
Al censimento del 2001 la popolazione di Nadathara assommava a 12.593 persone, delle quali 6.198 maschi e 6.395 femmine. I bambini di età inferiore o uguale ai sei anni assommavano a 1.371, dei quali 699 maschi e 672 femmine. Infine, coloro che erano in grado di saper almeno leggere e scrivere erano 10.549, dei quali 5.301 maschi e 5.248 femmine.